# Martin Hayes (Bischof)

Wappen von Martin Hayes

Martin Hayes (* 24. Oktober 1959 in Twomileborris, County Tipperary) ist ein irischer Geistlicher und römisch-katholischer Bischof von Kilmore.

## Leben
Martin Hayes besuchte die Schule der Brüder der christlichen Schulen in Thurles und die Hochschule für Buchhaltung in Limerick. Danach studierte Hayes Philosophie und Katholische Theologie am Priesterseminar in Thurles. Martin Hayes wurde am 4. April 1988 durch den Erzbischof von Cashel-Emly, Thomas Morris, zum Diakon geweiht. Am 10. Juni 1989 empfing er durch den Erzbischof von Cashel-Emly, Dermot Clifford, das Sakrament der Priesterweihe. Anschließend wurde Hayes für weiterführende Studien nach Rom entsandt, wo er an der Päpstlichen Universität Heiliger Thomas von Aquin ein Lizenziat im Fach Philosophie erwarb.
Von 1991 bis 2001 lehrte Martin Hayes Philosophie und Wirtschaftswissenschaft am Saint Patrick’s College in Thurles. Nach einem Sabbat- und Studienjahr wurde er 2002 Pfarrvikar in Thurles. Von 2007 bis 2017 war Martin Hayes als Verwalter der Mariä-Himmelfahrt-Kathedrale von Thurles tätig, bevor er Verantwortlicher für die Entwicklung der Pastoral im Erzbistum Cashel und Emly sowie Vorsitzender des Diözesanpastoralrats wurde.
Am 29. Juni 2020 ernannte ihn Papst Franziskus zum Bischof von Kilmore. Der Erzbischof von Armagh, Eamon Martin, spendete ihm am 20. September desselben Jahres in der Kathedrale St. Patrick und St. Felim in Cavan die Bischofsweihe; Mitkonsekratoren waren der Erzbischof von Cashel und Emly, Kieran O’Reilly SMA, und der Apostolische Nuntius in Irland, Erzbischof Jude Thaddeus Okolo.